# 柳田知秀
柳田知秀（1983年5月12日—），是一位日本男性播報員，目前於北海道電視台（HTB）服務。血型O型。

## 來歷
- 千葉縣香取市出身。經由千葉縣立佐原高等學校、於神奈川大學法學部法律學科畢業。
- 2006年進入北海道電視台。

## 人物
- 興趣是運動、觀賞電影。
- 特別喜愛棒球，高校時期參加了棒球社。

## 主持節目

### 現在主持節目
- 第一推薦!Morning（日语：イチオシ!モーニング）（日報摘要主持人）
- 情報市場!（情報マルシェ!）

### 過去主持節目
- 直到明晨的鬥士（日语：朝までファイターズ）
- 早安天氣HTB（日语：おはよう天気HTB）（新聞&體育部分）
- 週刊解問地（週刊とくのイチ）
- Hanatarenakus（日语：ハナタレナックス）（進行、準主持人）

## 外部連結
- HTBアナウンサーズ・柳田知秀 （日語）
- やなぎのいつもフルスイング - 本人寫真日記 （日語）